# Trox natalensis
Trox natalensis är en skalbaggsart som beskrevs av Haaf 1954. Trox natalensis ingår i släktet Trox och familjen knotbaggar. Inga underarter finns listade i Catalogue of Life.